# 大沢商会のカメラ製品一覧
大沢商会のカメラ製品一覧は大沢商会が自社ブランドで製造したカメラ製品の一覧である。

## カメラ
「プリモ」ブランドが大沢商会のカメラブランドである。

## レンズ
固定マウント式で、ペンタックスKマウント、オリンパスOMマウント、キヤノンFDマウント、コニカARマウント、ニコンFマウント、ミノルタMDマウント、ヤシカ・コンタックスマウント、プラクティカM42マウント、マミヤZEマウントがある。ブランドはオオサワ（OSAWA ）。一部製品はドイツのカメラ関係商社REVUE（リフエ）ブランドでも販売されていた。
- オオサワ28mmF2.8 - 6群6枚。最短撮影距離0.3m。アタッチメントはφ49mmねじ込み[1]。
- オオサワズームマクロ24-43mmF3.5-4.5 - 11群11枚。最短撮影距離0.8（マクロ機構時0.208）m。アタッチメントはφ67mmねじ込み[2]。
- オオサワズームマクロ28-80mmF3.5-4.5 - 13群15枚。最短撮影距離1.8（マクロ機構時0.225）m。アタッチメントはφ62mmねじ込み[2]。
- オオサワズームマクロ35-70mmF3.5-4.5 - 7群7枚。最短撮影距離0.8（マクロ機構時0.31）m。アタッチメントはφ55mmねじ込み[2]。
- オオサワズームマクロ35-105mmF3.5-4.5 - 11群13枚。最短撮影距離1.5（マクロ機構時0.275）m。アタッチメントはφ55mmねじ込み[2]。
- オオサワズームフローティング38-70mmF3.5 - 7群7枚。最短撮影距離1m。アタッチメントはφ52mmねじ込み[2]。
- オオサワズームマクロ60-300mmF5.6 - 10群13枚。最短撮影距離2.5（マクロ機構時0.4）m。アタッチメントはφ67mmねじ込み[1]。
- オオサワズームマクロ70-150mmF3.8 - 9群12枚。最短撮影距離1.5（マクロ機構時1）m。アタッチメントはφ52mmねじ込み[2]。
- オオサワズームマクロ70-180mmF4.5 - 9群12枚。最短撮影距離1.5（マクロ機構時0.32）m。アタッチメントはφ52mmねじ込み[2]。
- オオサワズームマクロ70-220mmF4.5 - 9群13枚。最短撮影距離2（マクロ機構時0.57）m。アタッチメントはφ58mmねじ込み[2]。
- オオサワズーム75-150mmF3.8 - 7群9枚。最短撮影距離1.9m。アタッチメントはφ49mmねじ込み[2]。
- オオサワズームマクロ75-260mmF4.5 - 9群13枚。最短撮影距離2（マクロ機構時0.5）m。アタッチメントはφ62mmねじ込み[2]。
- オオサワズームマクロ80-205mmF4.5 - 9群12枚。最短撮影距離2（マクロ機構時0.69）m。アタッチメントはφ52mmねじ込み[2]。
- オオサワズームマクロ85-300mmF5 - 12群14枚。最短撮影距離2.5（マクロ機構時0.397）m。アタッチメントはφ62mmねじ込み[2]。
- オオサワズーム100-200mmF4.5 - 6群9枚。最短撮影距離2m。アタッチメントはφ52mmねじ込み[1]。